# Triplarina bancroftii
Triplarina bancroftii är en myrtenväxtart som beskrevs av Anthony R. Bean. Triplarina bancroftii ingår i släktet Triplarina och familjen myrtenväxter. Inga underarter finns listade i Catalogue of Life.